# Chelonodon pleurospilus
Chelonodon pleurospilus е вид лъчеперка от семейство Tetraodontidae. Видът е застрашен от изчезване.

## Разпространение и местообитание
Разпространен е в Южна Африка.
Обитава океани и морета. Среща се на дълбочина около 25 m.

## Описание
На дължина достигат до 20 cm.